# Velika Veternička
 Velika Veternička  falu Horvátországban Krapina-Zagorje megyében. Közigazgatásilag Novi Golubovechez tartozik.

## Fekvése
Krapinátóltól 11 km-re keletre, községközpontjától 4 km-re délkeletre a Horvát Zagorje területén fekszik.

## Története
A veternicai birtokot 1515-ben Corvin János özvegye Frangepán Beatrix adományozta a pálosoknak. 1808-ban I. Ferenc császár a csázmai káptalannak adta, akik egészen 1946-ig birtokolták.
A falunak 1857-ben 277, 1910-ben 579 lakosa volt. Trianonig Varasd vármegye Zlatari járásához tartozott. 2001-ben 330 lakosa volt.

## Külső hivatkozások
- Novi Golubovec község hivatalos oldala